# Distretto di Nyamagabe
Il distretto di Nyamagabe è un distretto (akarere) del Ruanda, parte della Provincia Meridionale, con capoluogo Gasaka.
Il distretto si compone di 17 settori (imirenge):
- Buruhukiro
- Cyanika
- Gasaka
- Gatare
- Kaduha
- Kamegeri
- Kibirizi
- Kibumbwe
- Kitabi
- Mbazi
- Mugano
- Musange
- Musebeya
- Mushubi
- Nkomane
- Tare
- Uwinkingi